# Tom Ritchey
Tom Ritchey (* 1956) je americký tvůrce rámů kol, závodník, konstruktér, návrhář a zakladatel společnosti Ritchey Design. Ritchey je americkým průkopníkem v moderní stavbě rámu a prvním výrobcem horských kol v historii sportu.[zdroj⁠?!]
Je inovátorem komponentů, které byly použity na vítězných jízdních kolech na největších cyklistických soutěžích na světě, včetně mistrovství světa v UCI, Tour de France a olympijských her.[zdroj⁠?!] V roce 1988 byl Ritchey uveden do Mountain Bike Hall of Fame v Crested Butte v Coloradu (nyní se nachází v Fairfaxu v Kalifornii) a 2012 byl uveden do Cyklistické síně slávy Spojených států v Davisu v Kalifornii.